# マン・チャイルド
『マン・チャイルド』（Man-Child）は、アメリカ合衆国のジャズ・ミュージシャン、ハービー・ハンコックが1975年に発表したスタジオ・アルバム。

## 背景
1973年より共同作業を行ってきたザ・ヘッドハンターズのメンバーと共に制作されたアルバムの一つだが、本作では更に、ウェイン・ショーターやスティーヴィー・ワンダーといったゲスト・スターや、大編成のホーン・セクションも起用された。ワー・ワー・ワトソンことメルヴィン・ラギンが6曲中4曲の作曲に貢献しており、本作でワトソンが使用した「マエストロ・ユニヴァーサル・シンセサイザー・システム」は、ギターのエフェクト用に開発されたアナログ・シンセサイザーである。

## 反響・評価
アメリカの総合アルバム・チャートBillboard 200では21位に達し、自身3作目の全米トップ40アルバムとなった。また、『ビルボード』のジャズ・アルバム・チャートでは自身3作目の1位獲得アルバムとなり、R&Bアルバム・チャートでは6位を記録した。
第18回グラミー賞では、収録曲「ハング・アップ・ユア・ハング・アップス」が最優秀R&Bインストゥルメンタル・パフォーマンス賞にノミネートされた。ジム・ニューサムはオールミュージックにおいて5点満点中3点を付け「ハービー・ハンコックがジャズ・ファンク/フュージョンを指向してきた1970年代初期から中期の作品の中でも、恐らく最もファンキーで、印象的な"Hang Up Your Hang Ups"から始まり、そのビートはアルバムの最後まで途切れることなく続いている」と評している。

## 収録曲
1. ハング・アップ・ユア・ハング・アップス - "Hang Up Your Hang Ups" (Herbie Hancock, Melvin Ragin, Paul Jackson) - 7:29
2. サン・タッチ - "Sun Touch" (H. Hancock) - 5:11
3. ザ・トレイター - "The Traitor" (H. Hancock, M. Ragin, Louis Johnson, Wayne Shorter) - 9:38
4. バブルス - "Bubbles" (H. Hancock, M. Ragin) - 9:01
5. ステッピン・イン・イット - "Steppin' in It" (H. Hancock) - 8:41
6. ハートビート - "Heartbeat" (H. Hancock, M. Ragin, P. Jackson) - 5:17

## 参加ミュージシャン
- ハービー・ハンコック - ピアノ、エレクトリックピアノ、シンセサイザー、クラビネット
- ウェイン・ショーター - ソプラノ・サクソフォーン
- ベニー・モウピン - ソプラノ&テナー・サクソフォーン、サクセロ、バスクラリネット、アルトフルート、バスフルート
- アーニー・ワッツ - サクソフォーン、フルート
- ジム・ホーン - サクソフォーン、フルート
- バド・ブリスボイス - トランペット
- ジェイ・ダヴァーサ - トランペット
- ガーネット・ブラウン - トロンボーン
- ディック・ハイド - バストロンボーン、チューバ
- ワー・ワー・ワトソン（英語版） - ギター、マエストロ・ユニヴァーサル・シンセサイザー・システム、ボイス・バッグ
- ブラックバード・マックナイト - ギター
- デイヴィッド・T・ウォーカー - ギター
- ヘンリー・デイヴィス - ベース
- ルイス・ジョンソン - ベース
- ポール・ジャクソン - ベース
- ハーヴィー・メイソン - ドラムス
- ジェームス・ギャドソン - ドラムス
- マイク・クラーク - ドラムス
- ビル・サマーズ - パーカッション
- スティーヴィー・ワンダー - ハーモニカ